# 千家国麿
千家 国麿（せんげ くにまろ、1973年〈昭和48年〉9月2日 - ）は、日本の神職。出雲大社権宮司。

## 経歴
昭和48年（1973年）9月2日、第84代出雲国造千家尊祐の長男として誕生。島根県立大社高等学校を経て、平成8年（1996年）3月、國學院大學文学部神道学科卒業（104期）。
平成8年（1996年）4月、大学卒業後すぐに乃木神社に奉職し、平成13年（2001年）4月から石清水八幡宮、平成17年（2005年）3月から出雲大社に還って奉職。同年11月から、御遷宮準備室長兼出雲大社御遷宮奉賛会事務局長となり、その後同社禰宜・祭務部長に就任。
平成19年（2007年）4月、憲仁親王妃久子と次女典子女王が出雲大社を参拝した。このとき初めて典子女王と会い交際を始めるも、のちに結婚の話が上がったときには典子女王が当時学習院大学在学中であったことや成年皇族として公務に携わるため漸次的にすすめてきたという。
平成26年（2014年）5月27日午前、高円宮憲仁親王第二王女典子女王との婚約内定が宮内庁西ヶ廣渉宮務主管から発表され、同日午後、宮内庁第一会議室で典子女王とともに記者会見を行った。結婚を目前に控えた9月7日、出雲大社の権宮司に昇任した。10月5日に出雲大社で結婚式を挙げた。

## 人物
趣味はバードウォッチングとカメラである。義母の高円宮妃は国際環境NGO「バードライフ・インターナショナル」名誉総裁であり、実父の千家尊祐も同団体日本法人の特別顧問を務めていることからバードウォッチングを通しても両家の交流があった。

## 系譜
『平成新修旧華族家系大成』上巻, p. 786を参照。
- 父：千家尊祐（1943 - ） - 第84代出雲国造
- 母：千家礼子（1950 - ） - 小野勝彬長女
  - 長弟：千家誠比古（1978 - ）
  - 次弟：千家徳比古（1979 - ）
- 妻：千家典子（1988 - ） - 高円宮憲仁親王第二王女

### 書籍出典
1. 1 2 3  『平成新修旧華族家系大成』上巻, p. 786.
2. ↑  千家国麿さん:出雲大社権宮司に就任 ／島根 毎日新聞 2014年9月10日

### ウェブ新聞出典
1. 1 2 3 4  「高円宮典子さま婚約：出雲大社・千家国麿さんと」『山陰中央新報』山陰中央新報社、2014年5月27日。オリジナルの2014年5月27日時点におけるアーカイブ。2014年5月27日閲覧。
2. 1 2  「典子女王殿下、ご婚約内定 お相手は出雲大社禰宜の千家国麿氏」『産経ニュース』産業経済新聞社、2014年5月27日。オリジナルの2014年5月27日時点におけるアーカイブ。
3. 1 2  「千家国麿さん、趣味はバードウオッチングとカメラ」『産経ニュース』産業経済新聞社、2014年5月27日。オリジナルの2014年5月27日時点におけるアーカイブ。
4. ↑  「千家国麿さんとのご結婚式、滞りなく終了」『産経WEST』産業経済新聞社、2014年10月5日。オリジナルの2014年10月6日時点におけるアーカイブ。
5. ↑  「なれそめは家族ぐるみのバードウオッチング 皇室と出雲、さらに絆深め」『産経ニュース』産業経済新聞社、2014年5月27日。オリジナルの2014年12月10日時点におけるアーカイブ。

### ウェブサイト出典
1. ↑  “典子女王殿下のご婚約内定について”.  宮内庁 (2014年5月27日). 2014年5月27日時点のオリジナルよりアーカイブ。2014年5月27日閲覧。